# Oriensmilus
Oriensmilus is een geslacht van uitgestorven katachtige roofdieren uit de familie Barbourofelidae. Dit dier leefde tijdens het Mioceen in oostelijk Azië. De typesoort is Oriensmilus liupanensis.

## Fossiele vondst
Oriensmilus werd in 2020 beschreven op basis van een vrijwel complete schedel afkomstig uit het Tongxin-bekken in de Volksrepubliek China. De vondst dateert uit het Midden-Mioceen met een ouderdom van ongeveer 13 miljoen jaar. De bouw van de schedel vertoont overeenkomsten met die van Nimravidae en wijst zo op een mogelijke nauwe verwantschap van de Barbourofelidae met deze groep katachtige roofdieren.

## Naamgeving
De geslachtsnaam komt van de Latijnse woorden 'oriens', wat 'rijzend' betekent maar vaak wordt gebruikt om naar Oost-Azië te verwijzen, en het Griekse 'glimlach' die 'snijmes' betekent, verwijzend naar de lange hoektanden van andere barbourofelinen. De soortaanduiding liupanensis komt uit het Liupan-gebergte, waar het Tongxin-bekken zich bevindt.